# 카라조르제비치 왕조
카라조르제비치 왕조(세르비아어: Карађорђевићи, Karađorđevići)는 세르비아의 왕조이며, 세르비아 왕국과 유고슬라비아 왕국을 통치하였던 왕조이다.
19세기 초반 제1차 세르비아 봉기 당시 "대수장"(Veliki Vožd)이던 카라조르제 페트로비치를 시조로 한다. 오브레노비치 왕조와의 계속된 투쟁의 결과 1903년 세르비아 국회는 스위스에서 망명 중이던 카라조르제의 손자인 페타르 1세를 맞아들여 국왕으로 세운다. 그 뒤를 이은 알렉산다르 1세는 제1차 세계대전의 결과 오스트리아-헝가리 제국으로부터 분리된 크로아티아와 슬로베니아를 합쳐 '세르비아인-크로아티아인-슬로베니아인 왕국'을 선포하고 1929년 유고슬라비아 왕국으로 만든다. 1934년 마르세유에서 알렉산다르 1세가 암살되고 그 뒤를 어린 페타르 2세가 이었으나, 1941년 나치 독일의 침공으로 영국으로 망명하였다. 전쟁 후 유고슬라비아를 장악한 요시프 브로즈 티토가 지도하는 유고슬라비아 공산주의자 동맹에 의해 왕권을 잃었다. 현 왕조 수장은 페타르 2세의 아들인 전 왕세자 알렉산다르 카라조르제비치이다.